# Jayaji Rao Scindia
Ali Jah Umdat al-Umara Hisam us-Sultanat Mukhtar al-Mulk Azim al-Iqtidar Rafi-us-Shan Wala Shikoh Muhtasham-i-Dauran, Maharajadhiraj Maharaja Shrimant Sir Jayaji Rao Scindia (o Sindhia) Bahadur Shrinath, Mansur-i-Zaman Fidvi-i-Hazrat-i-Malika-i-Mua'zzama-i-Rafi-ud-Darja-i-Inglistan (Gwalior 19 de gener de 1835-Gwalior 20 de juny de 1886) fou maharaja Scindia de Gwalior. El seu nom de naixement era Shrimant Kumar Bhagirath Rao Scindia i era fill de Shrimant Sardar Hanwant Rao Scindia (Babaji Sindhia).
Jankoji Rao II Scindia va morir el 7 de febrer de 1843 sense fills i sense haver expressat la seva voluntat i la maharani Tara Bai fou regent del 7 de febrer de 1843 al 19 de gener de 1845; va adoptar a Bhagirath Rao Scindia, un parent llunyà, que tenia 8 anys, que va pujar al tron com Jayaji Rao (22 de febrer de 1843). Es van disputar la regència Mama Sahib, el ministre principal, Dada Khasgiwala o Dada Khasjiwallah, interventor de la casa reial i aventurer que es va acabar apoderant del poder efectiu. Van seguir una sèrie d'intrigues molt complicades amb alguns disturbis i l'aixecament d'una part de l'exèrcit, i finalment Dada va emergir com a triomfant i Mama Sahib fou expulsat; Dada va esdevenir ministre principal i va nomenar als seus amics i parents pels principals càrrecs. Un cos militar va quedar preparat per atacar Sironj, que pertanyia a Tonk, on estava amagat Mama Sahib. El resident coronel Sir William Henry Sleeman es va haver de retirar. Aquestos fets van fer necessària la presència de tropes britàniques, enviades sota el comandament del general Sir Hugh Gough que va travessar el riu Chambal el desembre de 1843, i es van produir combats contra les forces lleials a Dada Khasjiwallah, que van durar fins al gener de 1844, destacant les batalles de Maharajpur i Panniar (Punneah), lliurades el mateix dia amb victòries britàniques (29 de desembre de 1843). L'exèrcit natiu fou llicenciat i reduït a 5000 cavallers, 3000 infants i 32 canons, i Gwalior va haver de pagar una indemnització per cobrir les despeses de la guerra i una quantitat anual de 180.000 rúpies ple manteniment d'una força per garantir l'orde (gener del 1844); els britànics van reconèixer a Jayaji formalment el 20 de gener de 1844. El 19 de gener de 1845 es va acabar la regència de Tara Bai i es va establir un consell de regència nomenat pels britànics i dirigit pel resident.
El 1852 Dinkar Rao (després Rao Raja Sir Dinkar Rao, Mushir-i-khas Bahadur) va esdevenir ministre d'estat i va dirigir amb eficàcia el país fent reformes radicals en cada departament.
El 1857 tant l'exèrcit de Gwalior com el contingent de Gwalior format per natius es van revoltar. El maharajà, encara jove (uns 22 anys) va seguir lleial als britànics però els primers dies de juny de 1858, abandonat per les seves forces en acostar-se el cap rebel Tantia Topi i la rani de Jhansi, va haver de fugir amb el ministre d'estat Dinkar Rao, cap a Agra i els rebels van entrar a Gwalior (ciutat), Lashkar, Brigade i la fortalesa de Gwalior (tot situat una cosa al costat de l'altra). El 19 de juny de 1858 Gwalior fou recuperada per Sir Hugh Rose i el maharajà va poder tornar al seu palau. En recompensa va rebre el dret d'adopció i altres honors (com cavaller de l'orde de l'estrella eñ 25 de juny de 1861, i salutació de 19 canonades l'1 de novembre de 1861, i algunes terres, i va poder ampliar el seu exèrcit a 48 canons, 6000 cavallers i 5000 infants. El títols hereditaris dels maharajas eren Mukhtar-ul-Mulk, (Senyor del país), Azim-ul-Ikhtidar (Gran en poder), Rafi-us-Shan (Alt en prestigi), Wala-Shikuh (Exaltat en Majestat), Mutasham-i-Dauran, (El gran home d'aquest temps), Undat-ul-Umara, (Pilar de la noblesa), Maharaj, (gran raja o rei), Dhiraj (Raja de rages), Alijah (El Superior del lloc), Maharaja Jiaji Rao Sindhia Bahadur; Srinath Mandur-i-Zaman (El victoriós del període), Fideoi-i-Hazrat, Malika, Muazzama, Rafi-ud-Darjat-i-Inglistan, i Vassall de Sa Majestat l'honorada i exaltada Reina d'Anglaterra.
Va assistir a la reunió (durbar) imperial de 1877 a Delhi on va rebre el nomenament com a cavaller de l'orde del Bany, salutació addicional de dos canonades dins el seu territori, i rang de general de l'exèrcit britànic l'1 de gener de 1877. L'1 de gener de 1878 fou nomenat cavaller de l'imperi de l'Índia. El 1882 va cedir territoris per la línea fèrria del Ferrocarril de la Gran Penínsul'Índia, i el 1886 la fortalesa de Gwalior, l'aquarterament de Morar i alguns altres pobles (dominats pels britànics des de 1858) foren bescanviats per Jhansi.
Es va casar el 1843 amb Shrimant Akhand Soubhagyavati Maharani Chimna Bai Raje Sahib Scindia; més tard amb Shrimant Akhand Soubhagyavati Maharani Lakshmi Bai Raje Sahib Scindia; després (1873) amb Shrimant Akhand Soubhagyavati Maharani Babui Bai Raje Sahib Scindia, àlies Rajkumari Shrimant Lakshmi Bai Raje Sahib Bhonsle; i per quarta vegada el 1875 amb Shrimant Akhand Soubhagyavati Maharani Sakhyabai Raje Sahib Scindia Bahadur, que fou regent de Gwalior de 1886 a 1894.
Va morir a Gwalior el 20 de juny de 1886, havent tingut cinc fills i quatre filles. Per haver mort els tres primers fill (dos sent infants i el tercer jove) el va succeir el quart fill Madhav Rao II Scindia (també Madho, Madhoji i Mahadji); el cinquè fill també va morir infant. Va adoptar a més dos fill: el 1865 a Maharaja Kumar Shrimant Ganpat Rao Scindia Bahadur, que fou príncep hereu de 1865 a 1876 (+ 1889) i un altre de nom desconegut. Finalment va tenir un fill natural de nom Sardar Balwant Rao (Bhaiya Sahib) Scindia Madar al-Moham, mort el 1925.